# Животные (фильм, 2025)
«Животные» (англ. Animals) — будущий американский криминальный триллер режиссёра Бена Аффлека. Работа над ним началась в 2024 году.

## Сюжет
Главные герои фильма — кандидат в мэры города и его жена, у которых похищают сына. Теперь они должны спасти ребёнка, даже если ради этого им самим придётся совершить преступление.

## В ролях
- Бен Аффлек — Майло Брэдфорд
- Джиллиан Андерсон
- Керри Вашингтон
- Стивен Ён
- Луис Херардо Мендес
- Адриана Пас
- Рэй Фишер
- Марк Кассен
- Кристофер Вудли

## Производство
В январе 2024 года было объявлено о начале работы над фильмом: режиссёром выступил Бен Аффлек, а главную роль должен был исполнить Мэтт Деймон. В феврале Дженнифер Гарнер вела переговоры об участии в проекте. Начало съёмок планировалось на март 2024 года в Лос-Анджелесе.
В феврале 2025 года стало известно, что Деймон покинул актёрский состав из-за занятости в фильме «Одиссея», а Аффлек сам исполнит главную роль; также к актёрскому составу присоединилась Джиллиан Андерсон. В том же месяце к фильму присоединились Керри Вашингтон (заменившая Гарнер), Стивен Ён, Луис Херардо Мендес и Адриана Пас. В марте в проект были приглашены Рэй Фишер, Марк Кассен и Кристофер Вудли.
Основные съёмки начались 7 марта 2025 года в Лос-Анджелесе.